# Bezirk Parita
Parita ist ein Bezirk (distrito) der Provinz Herrera in Panama. Die Einwohnerzahl betrug laut Volkszählung 2023 9695.

## Gliederung
Der Bezirk Parita ist administrativ in folgende Corregimientos unterteilt:
- Parita
- Cabuya
- Los Castillos
- Llano de la Cruz
- París
- Portobelillo
- Potuga